# Nacht (album)
Nacht is het eerste album van Maarten van Roozendaal uit 1995 met liederen/liedjes uit zijn eerste voorstelling met Kim Soepnel op contrabas.

## Nummers
| Nummer | Titel            | Duur | Staat ook op                               |
| ------ | ---------------- | ---- | ------------------------------------------ |
| 1      | Olielamp         | 5:27 |                                            |
| 2      | Draaimolen       | 2:39 |                                            |
| 3      | Moe              | 3:41 |                                            |
| 4      | Heiloo           | 4:26 |                                            |
| 5      | Kannibaal        | 1:37 |                                            |
| 6      | Water            | 1:27 | Maarten van Roozendaal verzamelt werk      |
| 7      | Tranen           | 3:13 |                                            |
| 8      | Nacht            | 2:29 |                                            |
| 9      | Knijn            | 1:51 | Maarten van Roozendaal verzamelt werk      |
| 10     | Anniek           | 4:32 |                                            |
| 11     | Dick             | 4:21 |                                            |
| 12     | Doden met verlof | 4:01 | En noem het maar vrienden                  |
| 12     | Doden met verlof | 4:01 | En noem het maar Vrienden in levende lijve |
| 13     | Genoeg           | 5:16 |                                            |
| 14     | Nacht 2          | 2:23 |                                            |